# Pipraeidea bonariensis
Pipraeidea bonariensis е вид птица от семейство Тангарови (Thraupidae).

## Разпространение
Видът е разпространен в Аржентина, Боливия, Бразилия, Еквадор, Парагвай, Перу, Уругвай и Чили.